# Callimoxys primordialis
Callimoxys primordialis là một loài bọ cánh cứng trong họ Cerambycidae.